# Jerusalems fald 614 e.Kr.
Jerusalems fald 614 e.Kr. var en begivenhed under den Byzantinsk-persiske krig.
I begyndelsen af den byzantinsk-persiske krig 602–628 besluttede kong Khosrau 2. at skabe en militær alliance med den jødiske befolkning i sit rige under det løfte at genetablere jødisk styre i Palæstina, som da var en byzantinsk provins. Kong Khosrau 2. indgik en pagt med den jødisk exil-leders søn Nehemiah. Han rekrutterede en hær på ca. 20.000 fra hele Persien, der sammen med de persiske tropper marcherede imod Levanten. Kong Khosrau II, der i begyndelsen havde meget medgang i krigen, håbede hermed at kunne gentage sin navnefælle kong Kyros, der i år løslod jøderne fra det babylonske fangenskab, og fik megen ære heraf.

## Baggrund
I 603 e.Kr. drog den sasanidiske konge Khosrou II i krig mod det byzantinske rige. Perserne håbede at kunne genskabe storheden under kong Kyros, og få fodfæste ved Middelhavet, og havde også stor fremgang. På samme tid var der store magtkampe i Byzans, og i 610 blev kejser Fokas afsat og myrdet, og erstattet af kejser Heraklios. Jøderne i Palæstina rejste sig mod Byzans og fik støtte fra jøder i perserriget.

## Erobringen og dens følger
I 614 stod den persiske hær foran Jerusalem. I hæren indgik også ca. 25.000 jødiske mænd. Efter tre ugers belejring faldt byen, som herefter blev overladt til jøderne. Den uro, der opstod herefter, resulterede i, at 90.000 kristne indbyggere blev myrdet, og at et stort antal kirker, klostre og andre bygninger blev mere eller mindre ødelagt. Perserne deporterede et stort antal kristne til Persien herunder biskop Zacharias. Desuden hjembragte perserne værdigenstande og relikvier blandt andet det hellige kors.
Disse begivenheder havde store virkninger. I 617 forbød kong Khosrou II jøderne adgang til selve Jerusalem. Kong Heraklios erklærede hellig krig imod Perserriget, og i 622 slog han for første gang den persiske hær. I 629 generobrede byzantinerne Jerusalem, hvorefter de lokale grækere foranstaltede en massakre på de lokale jøder. I 630 tilbagegav kong Khosrou II det hellige kors. Denne begivenhed fejres fortsat i den ortodokse kirke.